# Ripley (Illinois)
Pour les articles homonymes, voir Ripley.
Ne doit pas être confondu avec Old Ripley (Illinois).
Ripley est un village de l'État américain de l'Illinois, situé dans le comté de Brown,.
Selon le recensement de 2010, sa population est de 86 habitants. Ripley est incorporé le 16 avril 1902.

## Source de la traduction
- (en) Cet article est partiellement ou en totalité issu de l’article de Wikipédia en anglais intitulé « Ripley, Illinois » (voir la liste des auteurs).